# بيتون (منطقة)
}}

بيتون (بالإنجليزية: Petone)‏(بالماوري: Pito-one) هي ضاحية كبيرة في هور السفلى، في منطقة ويلينغتون في الجزيرة الشمالية في نيوزيلندا. وهو يقع في الطرف الجنوبي من وادي هت، على الشاطئ الشمالي من ميناء ويلينغتون. الاسم، من ماوري بيتو واحد، يعني «نهاية الشاطئ الرملي».

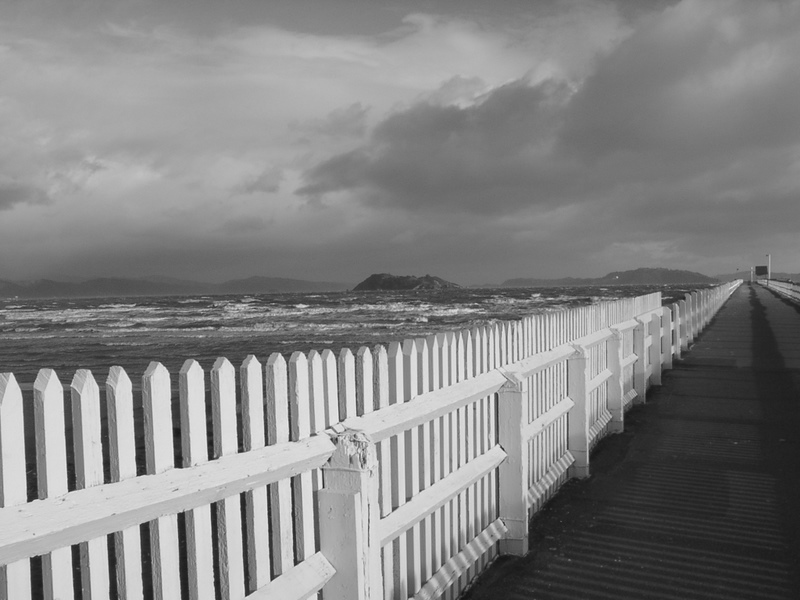
رصيف على شاطئ بيتون

بيتون استقر فيها لأول مرة المستوطنين الأوروبيين في عام 1840، مما يجعلها واحدة من أقدم المستوطنات في منطقة ويلينغتون. أصبحت منطقة في عام 1888، واندمجت مع مدينة هوت في عام 1989.

## التاريخ
كانت بيتون أول مستوطنة أوروبية في منطقة ويلينغتون وتحتفظ بالعديد من المباني التاريخية والمعالم.
وقد تم بالفعل إنشاء مستوطنة ماورية كبيرة (مستوطنة محصنة) في بيتو، بالقرب من الشاطئ عندما وصل المستوطنون الأوروبيون الأوائل إلى المنطقة. وصل أول مستوطنين أوروبيين بأعداد كبيرة في 22 يناير 1840، على متن السفينة أورورا

يحملون 25 من المتزوجين و 36 شخصا منفردا و 40 طفلا. ووصفت المنطقة بأنها «الشاطئ الرملي، الذي يبلغ طوله حوالي ميلين. محاطا على جانبي التلال المشجرة من 300 إلى 400 قدم في الارتفاع، وكانت مغطاة في الغابات العالية إلى ضمن ميل ونصف من الشاطئ، عندما تتدخل المستنقعات كاملة من الكتان وحزام من الرمال الرمال». جاء الماووري من الجوار القريب لمقابلتهم، تسجيل مذكرات أحد الركاب «، الرئيس القديم الموقر تي بوني. جنبا إلى جنب مع الأبناء والأقارب الذين لا نهاية لها وبا الكامل من المواطنين الذين كانوا سعداء لتحية لنا مع» كاباي-تي- باكيها «وأشكال أخرى من التحية». تم إنشاء تسوية الشاطئ من المنازل الخشبية الصغيرة والخيام، التي كانت تسمى في البداية بريتانيا. وجد أقرب المستوطنين الأوروبيين الحياة صعبة. ومع ذلك، نمت التسوية: سكان «بيتو واحد وهوت» في عام 1845 أعطيت 649، بالمقارنة مع «مدينة ولينغتون» من 2667. في عام 1850 وصف ماوري با في بيتو واحد بأنه «أكبر وأفضل تحصين في منطقة ويلينغتون. زراعتهم من كومارا والذرة تبدو جيدا والسكان، في نقطة من الراحة والثروة، هي أفضل حالا من أي من سكان مناء نيكولسون السكان الأصليين. مجموع السكان 136.» كان هناك سباق الخيل في شاطئ بيتو واحد في 20 أكتوبر 1842، وجذب حشد من خمسة أو ستمائة شخص من ويلينغتون. 

تم تعيين موقع للمستوطنة الرئيسية في المنطقة في وقت لاحق كما ثورندون حول شواطئ ما هو الآن مدينة ويلينغتون، عاصمة نيوزيلندا. اكتسبت بيتون مركز الأحياء في عام 1888.
في معظم القرن العشرين، كانت بيتون مدينة مزدهرة وذات درجة كبيرة من الطبقة العاملة، وموقع العديد من المواقع الصناعية الكبرى، بما في ذلك مصنعان لتجميع السيارات، ومحطة لتجهيز اللحوم، ومحطة لتجهيز الصوف، ومصنع لتجهيز التبغ، ومصنع للصابون ومصنع معجون الأسنان. وقد أغلقت أغلبية هذه المصارف في السبعينات والثمانينات، مما أدى إلى تدهور اقتصادي تدريجي. ودمج بيتون بورو مع هور السفلى نتيجة لإصلاح الحكومة المحلية في عام 1989.
ومنذ ذلك الحين تتمتع الضاحية بنمو اقتصادي متجدد، وذلك باستخدام تراثها الأوروبي المبكر كرسم للسائحين واكتساب العديد من المقاهي والمحلات التجارية.
وهي موطن للريغبي الذي كان واحدا من الأندية الرائدة في العالم منذ عام 1885.

## المساكن الحكومية
وقد بنيت بعض المساكن الحكومية الأولى في نيوزيلندا في بيتون في عام 1906، مع بقاء بعض المنازل الأصلية في حالة جيدة. يوفر المكتب السياحي المحلي دليلا يبين مكان وجود هذه المنازل.

## الميزات البارزة
- وتي بونا واي أورا (ربيع الحياة) في «شارع بويك» يوفر مياه نقية غير المعالجة الارتوازية (تحت الأرض ضغوط) المياه من الصنابير. وينبع الماء من نهر هوت في خليج تايتا، وهو آمن للشرب في شكله الطبيعي حيث أنه تمت تصفيته بشكل طبيعي من خلال الحصى الغرينية والرمال في وادي هت على مدى عدة سنوات. فهو حر، وقيمة عالية والمستهلكين السفر لمسافات طويلة لجمع المياه لأغراض الشرب.
- مكتبة بيتون المجتمع (تي كيت وانانغا) الوصول عبر شارع جاكسون.
- متحف بيتون سيتلرس الموجود داخل ويلينغتون الريفي الذكرى المئوية معلم تذكاري عن فورشور بيتون.
- هونيانا تي بوني كوكوبو نيوزيلندا عن الحروب معلم تذكاري في تي بوني حرية بعد السجن أوروبا (بوريال غروند).

## المعرض الروتاري بيتون

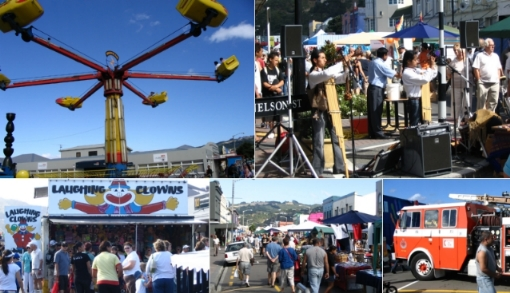
مشاهد من معرض روتاري بيتون لعام 2006، الذي عقد في 18 شباط / فبراير. من كل سنة ويلينغتون، نيوزيلندة.

معرض الروتاري بيتون هو حدث محلي ملحوظ، يعقد سنويا منذ عام 1992، والذي يوجه الناس من جميع أنحاء منطقة ويلينغتون أكبر إلى شارع جاكسون، الطريق الرئيسي بيتون، والتي تغلق أمام حركة المرور.
والغرض من المعرض ليس فقط لرفع مكانة بيتون وتوفير يوم ممتع، ولكن لجمع الأموال للجمعيات الخيرية. ويتكون المعرض من مختلف الأكشاك التي تبيع كل شيء من النباتات والأعمال الفنية والمجوهرات والأقراص المدمجة وأقراص الفيديو الرقمية ومستحضرات التجميل والمواد الغذائية والمشروبات وغيرها، فضلا عن الموسيقيين وركوب الكرنفال، ويعرض من منظمات مختلفة مثل خدمة حريق نيوزيلندا.

## التعليم
ولدى بيتون ثلاث مدارس وهي:
- مدرسة بيتون المركزية هي مدرسة ابتدائية كاملة الولاية (السنة 1-8) في وسط بيتون، ولها 70 طالبا اعتبارا من يوليو 2017.[6]

- مدرسة القلب المقدس هي كلية كاثوليكية متكاملة للدولة الابتدائية (السنة 1-8) في وسط بيتون، ولها 150 طالبا اعتبارا من يوليو 2017.[6]
- مدرسة ويلفورد هي مدرسة ابتدائية كاملة الولاية (السنة 1-8) في شمال شرق بيتون، ولها 299 طالب اعتبارا من يوليو 2017.[6]

ومنذ أن أغلقت كلية بيتون في عام 1998، كانت «مدرسة هيت فالي» الثانوية في وسط هارت السفلى أقرب مدرسة ثانوية حكومية إلى بيتون.
يقع الحرم الجامعي الرئيسي لمعهد ويلينغتون للتكنولوجيا (ويلتيك) في بيتون.